# Maria Skytte
Maria Skytte af Duderhof (morta el 1703) va ser una baronessa i comtessa sueca coneguda pel seu estil de vida poc convencional.
Va néixer entre el 1636 i el 1639. El 1664 va establir una relació seriosa amb el comte Riksråd Gustaf Adam Banér (1631-1681), el mateix any que Banér es va casar amb Katarina Lillie (1643-1667). Skytte va viure obertament amb Banér, fet que era un crim i que va provocar un escàndol nacional. Quan ella el va acompanyar obertament durant els seus viatges pel país, van ser jutjats públicament. Maria Skytte va ser acusada d'haver-se disfressat d'home quan el visitava en secret, la qual cosa també era un delicte en aquell moment. Això ha cridat l'atenció en els estudis de gènere i ha fet que Maria Skytte i Greta Benzelia hagin estat considerades com un exemple de dones que es fan passar per homes quan volen amagar la seva identitat.
Banér es va veure obligat a jurar davant el tribunal que no havia consumat sexualment la seva relació amb Skytte, després de la qual cosa va ser advertit i exiliat de la cort reial. Després que Banér va enviudar el 1667, Skytte es va casar amb ell, però el matrimoni es va declarar inicialment invàlid i Banér va ser exiliat del país durant sis anys. Tot i així la parella va aconseguir que es legalitzés.

## A la cultura popular
Maria Skytte apareix a la novel·la Fribytaren på Östersjön de Viktor Rydberg.